# Pacifidrilus vanus
Pacifidrilus vanus är en ringmaskart som först beskrevs av Erséus 1984.  Pacifidrilus vanus ingår i släktet Pacifidrilus och familjen glattmaskar. Inga underarter finns listade i Catalogue of Life.